# Yars' Revenge
Yars' Revenge is een computerspel dat werd ontwikkeld en uitgegeven door Atari. Het spel kwam in 1981 uit voor de Atari 2600. In 1999 volgde een release voor de Game Boy Color.

## Platforms
| Jaar | Platform                                       |
| ---- | ---------------------------------------------- |
| 1981 | Atari 2600                                     |
| 1999 | Game Boy Color (remake)                        |
| 2005 | Game Boy Advance (samen met Pong en Asteroids) |
| 2010 | Browser                                        |

## Ontvangst
| Beoordeeld door                      | Platform       | Datum             | Score |
| ------------------------------------ | -------------- | ----------------- | ----- |
| The Video Game Critic                | Atari 2600     | 6 april 2003      | 91%   |
| Retrogaming.it                       | Atari 2600     | 19 juli 2008      | 90%   |
| Game Freaks 365                      | Atari 2600     | 3 juli 2007       | 85%   |
| Tilt                                 | Atari 2600     | november 1982     | 83%   |
| All Game Guide                       | Game Boy Color | 1999              | 80%   |
| All Game Guide                       | Atari 2600     | 1998              | 80%   |
| Digital Press - Classic Video Games  | Atari 2600     | 10 december 2003  | 80%   |
| IGN                                  | Game Boy Color | 29 september 1999 | 70%   |
| Pocket Magazine / Pockett Videogames | Game Boy Color | 1 november 1999   | 20%   |
| The Video Game Critic                | Game Boy Color | 21 oktober 2004   | 16%   |